# إلياس بي. هولمز
إلياس بي. هولمز (بالإنجليزية: Elias Bellows Holmes)‏ هو محامي وسياسي أمريكي، ولد في 22 مايو 1807 بفليتشر في الولايات المتحدة، وتوفي في 31 يوليو 1866. انتخب عضو مجلس النواب الأمريكي.